# مديرية صباح

تعديل مصدري - تعديل

مديرية صباح هي إحدى مديريات رداع بمحافظة البيضاء في اليمن. بلغ عدد سكانها 27472 نسمة عام 2004.